# Neunkirchen am Brand
Neunkirchen am Brand är en kommun och ort i Landkreis Forchheim i Regierungsbezirk Oberfranken i förbundslandet Bayern i Tyskland.